# Mărgineni, Alba
Mărgineni este un sat în comuna Săliștea din județul Alba, Transilvania, România.